# Markko Märtin

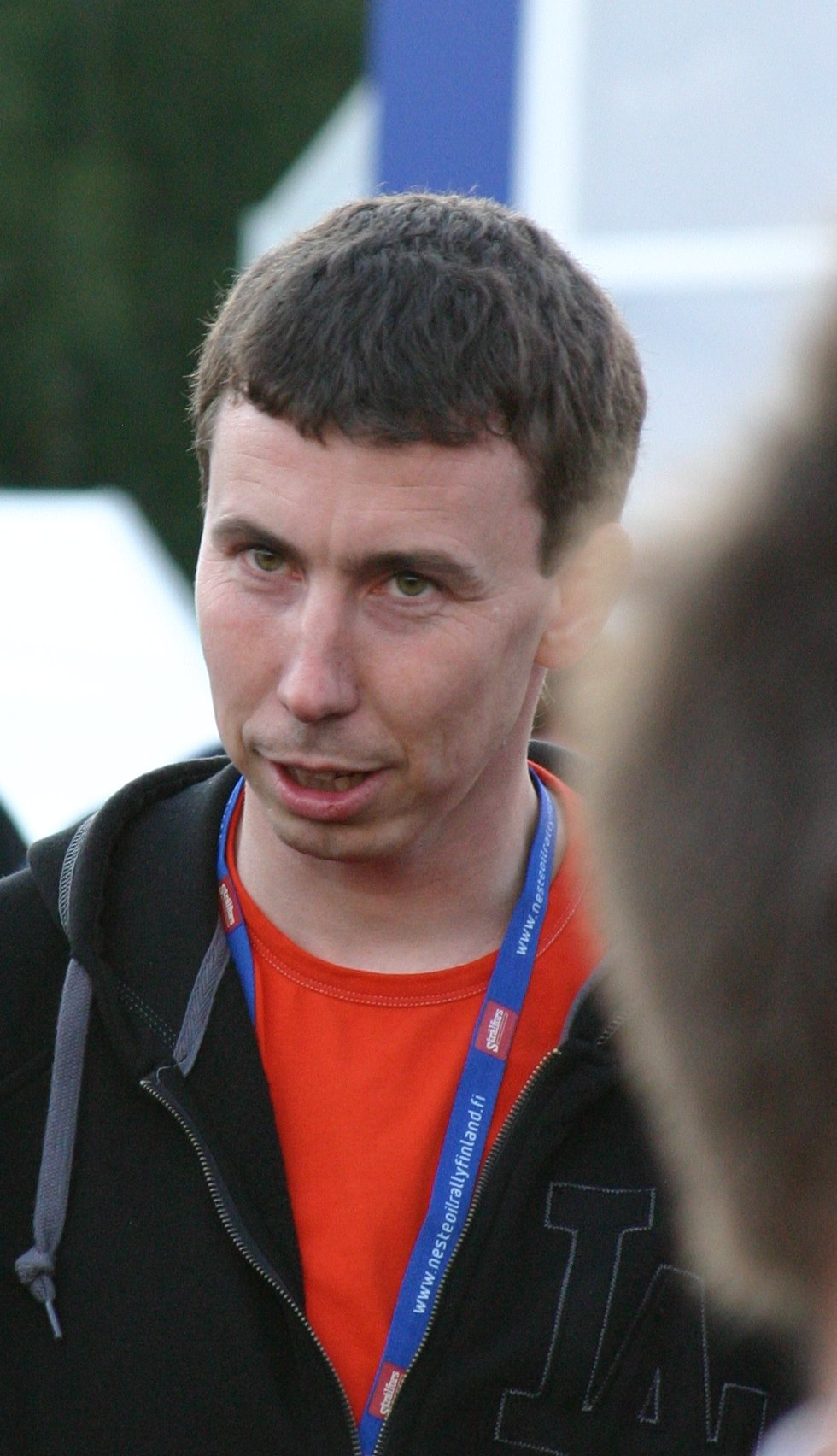
Markko Märtin 2006

Markko Märtin, född 10 november 1975 i Tartu, är Estlands näst mest framgångsrika rallyförare efter Ott Tänak. Markko Märtin slutade efter kartläsaren Michael Parks dödsolycka.

## Rallykarriär
Märtin sågs tidigt som en stor talang, och fick så småningom ett fabrikskontrakt med Ford. Han blev efterhand stallets försteförare, och vann ett flertal rallyn, bl.a. det finska, vilket inte är vanligt att utlänningar gör. Sedan bytte han till Peugeot. I det brittiska rallyt 2005 kraschade Märtin in i ett träd och det gick så illa att kartläsaren Park avled. Numera tävlar han inte aktivt utan är testförare för Ford VM team.

## Segrar WRC
| Nr | Rally     | År   |
| -- | --------- | ---- |
| 1  | Grekland  | 2003 |
| 2  | Finland   | 2003 |
| 3  | Mexiko    | 2004 |
| 4  | Frankrike | 2004 |
| 5  | Spanien   | 2004 |